# СПАД S.81
СПАД S.81 (фр. SPAD S.81) је ловачки авион направљен у Француској. Авион је први пут полетео 1923. године. 

Највећа брзина авиона при хоризонталном лету је износила 235 km/h.
Распон крила авиона је био 9,61 метара, а дужина трупа 6,40 метара. Празан авион је имао масу од 845 килограма. Нормална полетна маса износила је око 1265 килограма.

## Наоружање
| Наоружање авиона: СПАД         |                |
| Ватрено (стрељачко) наоружање  |                |
| Топ                            |                |
| Митраљез                       |                |
| Број и ознака митраљеза        | 2 Викерс (МАЦ) |
| Број метака                    | 1000 или 1800  |
| Калибар                        | 7,7            |
| Бомбардерско наоружање (бомбе) |                |
| Ракетно наоружање (ракете)     |                |